# Âme (poutre)
Pour les articles homonymes, voir âme (homonymie).

Âme d’une Poutrelle en Ɪ

D’une manière générale une âme désigne la partie centrale d’une pièce ou d’une structure composite. 
Ainsi en charpente, l’âme est la partie verticale d’une poutre, quel que soit le matériau (bois, métal, béton armé, béton précontraint), qu’elle soit profilée comme dans le cas d’une poutrelle (voir image ci-contre) ou composite comme dans le cas d’une poutre reconstituée par boulonnage, rivetage ou soudage.
Dans l'étude d'une poutre soumise à la flexion, on observe que la majeure partie des contraintes de cisaillement prennent place dans l'âme, au contraire des contraintes normales qui prennent place principalement dans les semelles.

## Voilement d’une âme de poutre
Le voilement d’une âme de poutre est un phénomène de déformation de l’âme sous l’action des contraintes de compression et des contraintes de cisaillement.
On compense ce risque de voilement de l’âme par la mise en place de raidisseurs (tôles soudées transversalement) aux emplacements opportuns définis par le calcul en fonction des efforts appliqués à la poutre.